# Sultan Dumalondong
Sultan Dumalondong é um município de  sexta classe de renda municipal (d) na província Lanao do Sul, nas Filipinas. De acordo com o censo de 1 de maio  de  2020 possui uma população de 12 500 pessoas e 1 789 domicílios.